# Maggie Valley
Maggie Valley – miasto w Stanach Zjednoczonych, w stanie Karolina Północna, w hrabstwie Haywood.